# Eva Lendvay
Eva Lendvay (n. 24 aprilie 1935, Brașov, România – d. 14 martie 2016, București, România) a fost o traducătoare română de origine maghiară.

## Biografie
Eva Lendvay a fost fiica poetului Ferenc Szemlér și a lui Erzsebet Herskovits. După absolvirea cursurilor Liceului de Muzică din Brașov din anul 1953, se înscrie la Facultatea de Filologie a Universității din Cluj pe care o frecventează în perioada 1954-1959. Lucrează apoi ca redactor la revista clujeană „Utunk" între anii 1959-1962, după care trei ani la săptămânalul brașovean „Új Idő" până în 1966, ulterior la ziarul „Művelődés" între 1967-1968 și la „Brassói Lapok". 
Prin traducerile pe care le-a făcut a contribuit la întărirea conexiunilor literare și a relațiilor maghiaro-româno-germane din spațiul transilvan. Traduce în limba română și publică din opera poetică a lui Lorinc Szabo, Miklos Radnoti, Gabor Garai, Ferenc Juhasz, Gyula Juhasz și Agnes Nemeș Nagy. În limba maghiară traduce pe Mircea Ciobanu, Ana Blandiana și Anghel Dumbrăveanu.
În anul 1981 publică antologiile "Kutak", în 1990 "Hazniaplo", care cuprind traduceri de poezii din literatura română și contemporană. O traduce pe Hortensia Papadat-Bengescu în 1964, pe Ileana Vulpescu în 1992 și "Trandafirul alb" al lui Constantin Chiriță. Traduce din germană în maghiară poemul „Siebenbürgische Elegie” a lui Adolf Meschendorfer.

## Activitatea publicistică
Eva Lendvay a debutat în anul 1958 cu o poezie în ziarul „Utunk". Ulterior a fost prezentă cu cronici teatrale, recenzii, versuri, schițe, traduceri și reportaje în ziarele „Előre”, „Igaz Szó”, „Új Élet”, „Utunk”, „Művelődés", „Korunk”, „Asfra”, „Cronica”, „Convorbiri literare” etc.

## Traduceri
- Hortensia Papadat-Bengescu, Kamarazene (Concert din muzică de Bach). Rejtett ut (Drumul ascuns), București, 1964;
- Constantin Chiriță, Afeher rozsa (Trandafirul alb), București, 1968;
- Kutak (Fântânile), București, 1981;
- Ileana Vulpescu, Az utolso nevjegykartya (Rămas bun), București, 1982;
- Anghel Dumbrăveanu, Fejedelmi tel (Iarnă imperială), București, 1987;
- Mircea Ciobanu, Versei (Versuri), postfața traducătorului, Budapesta, 1987;
- Ana Blandiana, A megalmodott (Cel visat), Budapesta, 1990;
- Hazinaplo (Jurnal de casă), Budapesta, 1990.

## Volume de versuri
- Cea de a doua întrebare (poezii, 1977)
- Umbra Muntelui (poezii, 1984)
- Umbre pe perete (poezii, Brasov, 1993)